# Abel Boshoslavsky
Abel Bohoslavsky (Bahía Blanca, 17 de mayo de 1947 - Buenos Aires, 6 de junio de 2021) fue un médico clínico dedicado a la salud ocupacional.        
Según el prólogo del libro "Los Cheguevaristas. La estrella roja, del cordobazo a la revolución sandinista", autor Abel Bohoslavsky, Editorial Imago Mundi, año 2015, escrito por el historiador Héctor Löbbe,  Abel fue un  militante político revolucionario que militó en el PRT-ERP desde los años sesenta en Córdoba, Argentina y además participó de la Revolución Sandinista en Nicaragua. Los alias o nombres de militancia que utilizó  fueron " Lucho" ", León" y " León Urbano" (Bohoslavsky, 2016).  

## Orígenes
Nacido en la ciudad de Bahía Blanca el 17 de mayo de 1947, era hijo de Samuel Bohoslavsky y Adela Sluger. Su padre, Samuel Bohoslavsky nació en el año de 1907 en Argentina, era también médico de profesión y su abuelo paterno se llamaba Abraham Bohoslavsky, quien emigró desde el Imperio ruso hacia Argentina a finales del siglo XIX. Abraham era un inmigrante judío que huyó de los "Pogromos" zaristas que perseguían a los judíos rusos. Los padres de Abel tuvieron tres hijos: Silvia, Graciela y Abel. Samuel Bohoslavsky adhirió al Partido Socialista de Juan Bautista Justo y se especializó en radiología. Adela Sluger estudió enfermería en la Cruz Roja. Luego se convirtió en técnica radióloga y finalmente en asistente social. Abel Bohoslavsky se mudó desde la ciudad de Bahía Blanca a la ciudad de Córdoba en 1965 a los efectos de seguir la carrera de medicina al igual que su padre. Antes de partir su padre Samuel le regaló un ejemplar del Manifiesto Comunista de Karl Marx y Friedrich Engels, una edición de 1930.

## Militancia y estudios en Córdoba
En 1964, Abel participó en una organización de autodefensa judía, que funcionó paralela y secretamente dentro del club Macabi, para impedir atentados nazis . La organización enfrentaba en las calles a los militantes nacionalistas de Tacuara. Bohoslavsky estudió medicina en Córdoba e inicialmente militó en la agrupación  política- estudiantil " Espartaco" en Córdoba.  El mismo Abel le dio el nombre a la agrupación.  Espartaco fue el resultado de la confluencia de activistas independientes (como era el caso de Abel) , de la agrupación Felipe Vallese y del  PRT, que se había formado recientemente en 1965.  A partir de ese momento Abel se fue acercando al PRT. En 1968 Abel participa de la TERS (Tendencia Estudiantil Revolucionaria Socialista),que era la rama estudiantil de la organización Política Obrera (PO). Luego se retiró de esa agrupación. Participó del cordobazo el 29 de mayo de 1969 y luego se incorporó formalmente al PRT, convencido por su amigo y compañero de estudios Domingo Menna.  Abel concluyó sus estudios de medicina  y se incorporó en el  Hospital Rawson de la ciudad de Córdoba, servicio de Infectología. Comienza su interés por la medicina del trabajo.  Fue médico de la obra social del Sindicato de Trabajadores de Perkins (SITRAP), uno de los sindicatos clasistas de Córdoba. Trabajó por unos meses en el camping de SMATA, cuya conducción gremial era clasista. Colaboró como médico no rentado en dos salas de primeros auxilios en la villa miseria de Barranca Yaco y en el barrio Altamira, ambas en Córdoba. Abel militó en tres áreas  paralelas: en el Frente Sindical de Sanidad del PRT, que actuaba en el ámbito de la salud,  e integraba construcciones frentistas como el Movimiento de Trabajadores de la Salud (MTS) y además brindaba atención médica a los combatientes del ERP. Abel también participó  de los frentes de masas y sindicales como  el FAS (Frente Antiimperialista y por el Socialismo), el MSB ( Movimiento Sindical de Base), y el MSC ( Movimiento  Sindical Combativo),dentro de la regional Córdoba del PRT-ERP. Finalmente participó en los equipos partidarios de prensa y propaganda del PRT, como es el caso del periódico "El Combatiente", que era el órgano oficial de difusión del PRT, y "Estrella Roja", que era el órgano del ERP, entre otras publicaciones, como por ejemplo la revista "Posición". En 1975 Abel fue uno de los oradores del funeral del célebre sindicalista de Luz y Fuerza de Córdoba Agustín Tosco.

##### Militancia en Buenos Aires
En 1976 el PRT ya había iniciado una política de repliegue y de protección de sus cuadros y Abel se trasladó a la ciudad de Buenos Aires. En situación de semi-clandestinidad, Abel pasa al Frente Sindical de Sanidad que nucleaba a profesionales y auxiliares de la salud de la ciudad de Buenos Aires y el conurbano. Asumió responsabilidades en la Dirección de la Regional Capital del PRT. Al mismo también Abel trabajó en varios establecimientos de salud privados. Fue convocado a integrarse a un equipo médico destinado a colaborar en Angola, en África, un proyecto enmarcada en las actividades internacionalistas de Junta de Coordinación Revolucionaria (JCR). Abel trabajó en la organización del proyecto hasta el mes de mayo de 1976,en el cual finalmente se desactivó la idea. A partir de agosto de 1976 y hasta el mes de diciembre de ese mismo año ,en un contexto de dura represión de la dictadura militar, de caídas permanentes y de desarticulación del PRT-ERP, Abel pasa al Frente Internacional, que actuaba con el Frente de Solidaridad. En 1977 pierde sus contactos partidarios y quedó aislado, como muchos otros militantes de izquierda.  Hasta  fines de febrero de 1978 siguió trabajando en condiciones cada vez más precarias. Decidió salir del país con su compañera y su hija de 9 meses. Viajó a México y luego a Nicaragua. 

###### México y Nicaragua
Abel Bohoslavsky trabajó como periodista en diversos medios de prensa  de Argentina, México y Nicaragua, país donde fue internacionalista en los años ochenta durante la revolución sandinista. Desde México tomó contacto con el Frente Sandinista de Liberación Nacional de Nicaragua (FSLN), colaborando en el área de Solidaridad y Propaganda, en la fase final de la guerra civil nicaragüense. Luego de la caída de Somoza en 1979, Abel se trasladó a Nicaragua. Inicialmente lo hace de manera temporaria hasta que se establece de manera permanente en la ciudad de Managua,capital del país. Trabajó como médico y periodista hasta el año de 1986.

## El retorno a la Argentina
Regresó a la Argentina en el año de 1986,durante el gobierno de Raúl Alfonsín, declinando ofertas de trabajo en Nicaragua y Cuba. En Argentina Abel buscó reinsertarse como médico en la obra social de los trabajadores gráficos,( entre 1986 y 1988)  y luego en la obra social de los trabajadores del neumático, entre 1988 y 1990 y más tarde entre 1992 y 1998.  Fue despedido de ambos espacios.  Se sumó en 1986 al mensuario Madres de Plaza de Mayo, publicación editada por la organización Madres de Plaza de Mayo-Hebe de Bonafini. Colaboró y participó en esta publicación desde 1986 hasta 1989. Abel tenía el proyecto de publicar biografías y semblanzas de militantes revolucionarios, proyecto que recién concretará en el año 2011.
En 1987, participó en la formación del Movimiento "Los de Abajo" (MLA), que editaba el pasquín Los de Abajo. El MLA participó en el FRAL (Frente Amplio de Liberación), junto al PC ( Partido Comunista) y otros siete grupos menores.  El FRAL estableció con el Movimiento al Socialismo (MAS) la alianza electoral Izquierda Unida. Abel llegó a integrar la Mesa Nacional de conducción de Izquierda Unida. Fue candidato a diputado nacional por la provincia de Buenos Aires en el año 1989. Trabajó en PAMI y en el poder judicial de Lomas de Zamora, provincia de Buenos Aires. Fue congresal provincial de su gremio, la Asociación Judicial Bonaerense de Lomas de Zamora. Participó en la Corriente Sindical Rompiendo Cadenas (CSRC), una corriente sindical y política de izquierda. Integró la mesa de redacción del boletín del mismo nombre " Rompiendo Cadenas".

## Escritos

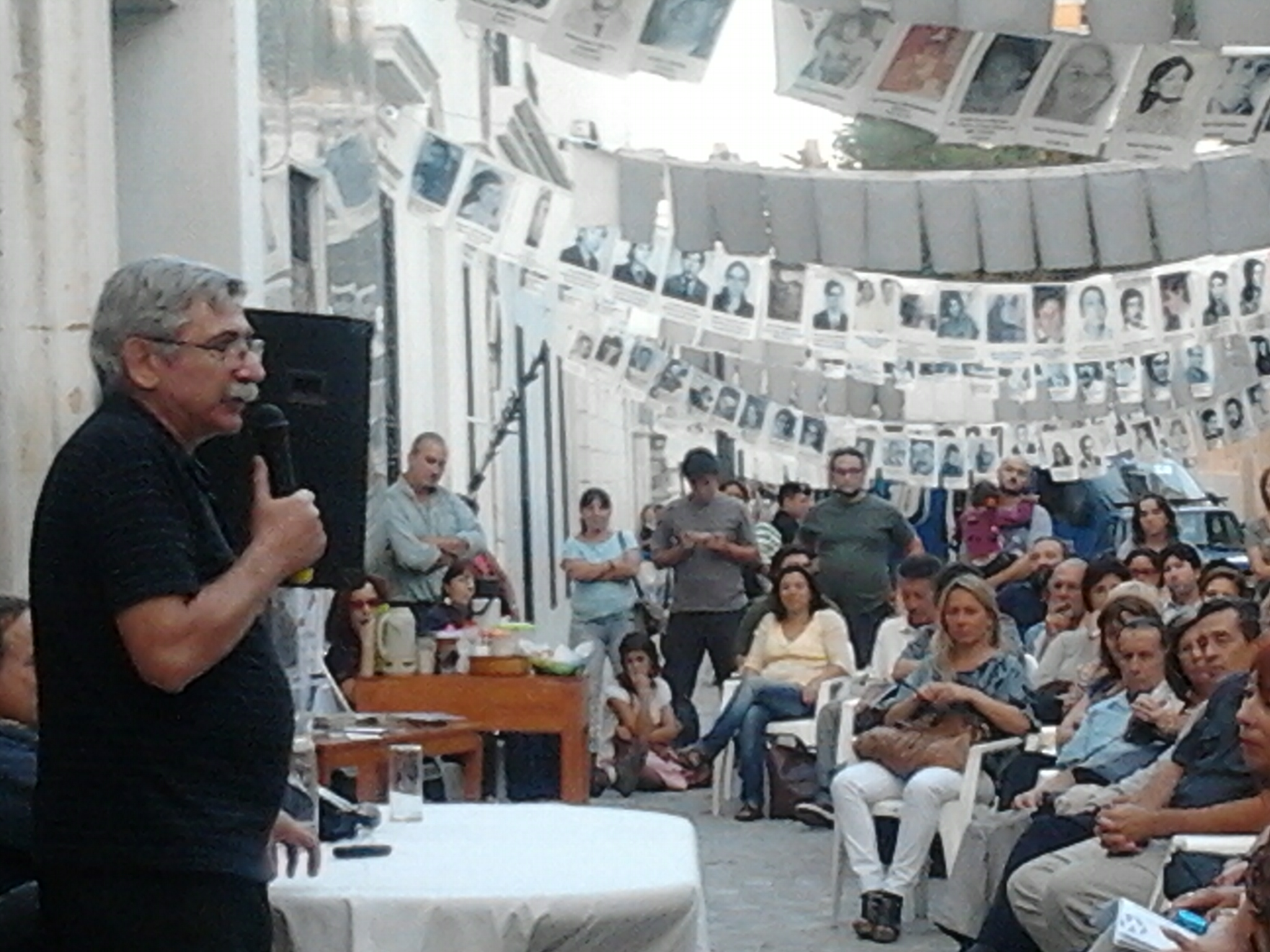
Abel Bohoslavsky en la presentación de la revista Sísifo número1. Ciudad de Córdoba.

Su primera obra  se tituló Biografías y relatos insurgentes, que fue un conjunto de textos, relatos y semblanzas de otros militantes del PRT-ERP (entre ellos Domingo Menna e Ivar Brollo) publicados por primera vez por la revista Sísifo del Sitosplad (Sindicato de Trabajadores de Osplad, adherido a la CTA) en noviembre de 2011. Posteriormente Abel  Bohoslavsky  publicó el libro Los Cheguevaristas. La Estrella Roja, del Cordobazo a la Revolución Sandinista, editorial Imago Mundi, Buenos Aires, 2015, libro en el cual amplió y corrigió sus escritos anteriores. En 2016 Bohoslavsky escribió el capítulo del libro "Colectividades y parcialidades. Políticas sociales: los desaparecidos y asesinados de Córdoba en los 70", Silvia Romano editora.  En su prólogo se comenta que el escrito relata la experiencia en la huelga de médicos no rentados de Córdoba, que se desarrolló en 1972 y 1973. Su segundo y último libro se titula Breve Reseña del Partido Revolucionario de los Trabajadores/ Ejército Revolucionario del Pueblo/Juventud Guevarista de Argentina, " escrito en coautoría con Paco García en el año de 2020. Junto al juez napolitano Pino Narducci y Diego Ortolani Delfino escribió el artículo El secreto mejor guardado de la dictadura en mayo del 2019 en Purochamuyo, cuadernos de crisis. Abel fue parte del personal del anuario La Roca de Buenos Aires. Escribió numerosos artículos y dio varias entrevistas radiales y audiovisuales a lo largo de su vida. 

## Documentales y películas
Bohoslavsky aparece entrevistado en la película "Gaviotas Blindadas. Historia del PRT" del Grupo de Cine Mascaró  y en la película " El pueblo que falta" de los documentalistas brasileños André Queiroz y Arthur Moura.También aparece en el documental " Clase. La política sindical del PRT- ERP" de Mascaró Cine. Existe una cátedra en la Universidad Nacional de General Sarmiento (UNGS)  que lleva el nombre de "Cátedra Libre Abel Bohoslavsky". 

## Fallecimiento
Falleció el 6 de junio de 2021 en la ciudad de Buenos Aires de COVID 19.